# Aerdenhout
Aerdenhout jest małym miastem w Holandii, gminie Bloemendaal, prowincji Holandia Północna. Położone na wydmach pomiędzy Haarlem i najbardziej popularnym kurortem Holandii Zandvoort jest jednym z najzamożniejszych miast kraju. Aerdenhout funkcjonuje głównie jako drogie i elitarne przedmieście pobliskich Amsterdamu i Haarlemu. Zabudowa składa się głównie z okazałych willi zbudowanych w latach 1920-1930, każda w unikalnym stylu architektonicznym.
Miasto dzieli stację kolejową o nazwie Heemstede-Aerdenhout z pobliskim Heemstede.